# Miss Univers 1968

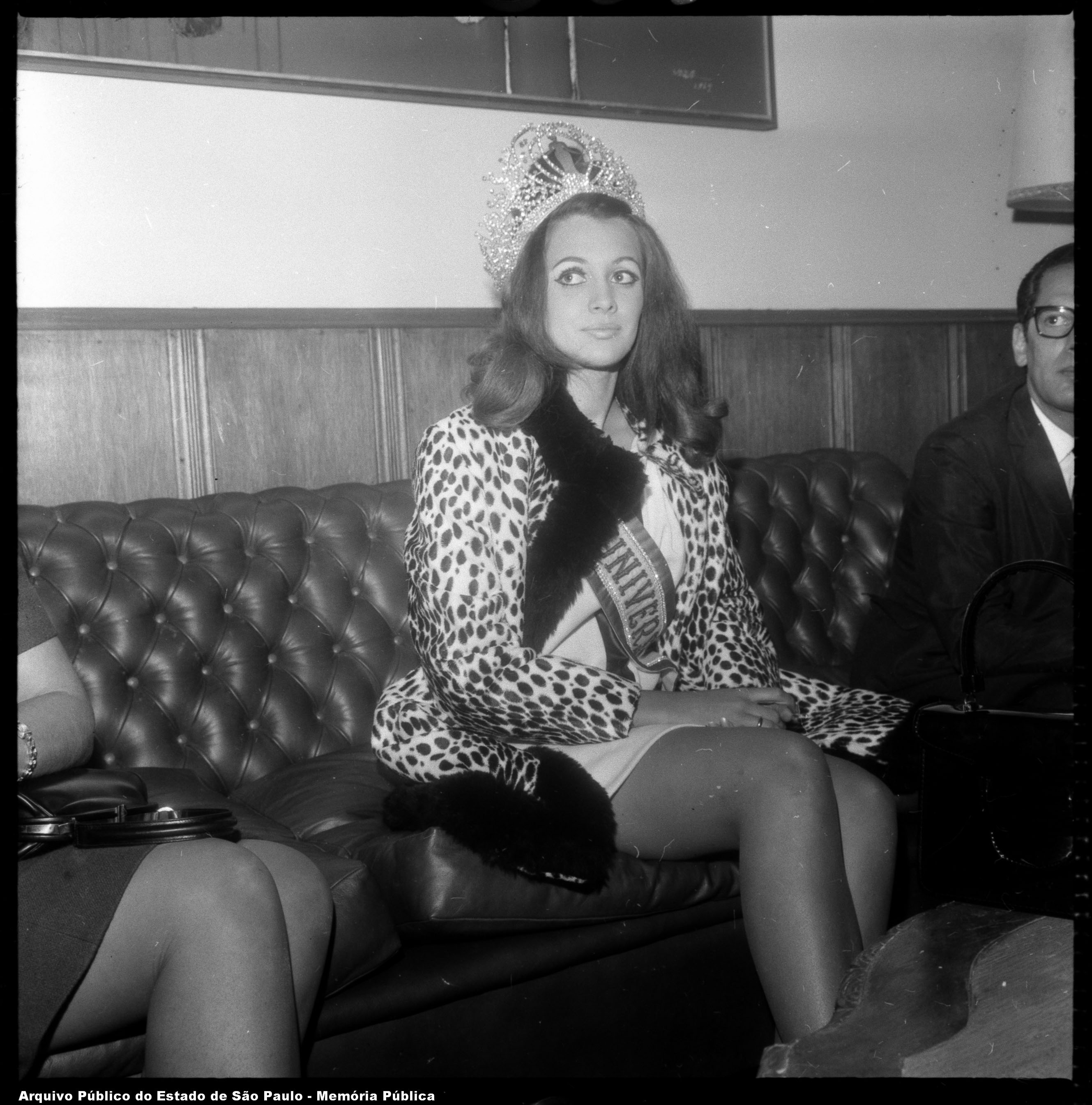
Martha Vasconcellos - Miss Univers 1968

Miss Univers 1968, 17e édition du concours de Miss Univers a lieu le 13 juillet 1968, au Miami Beach Auditorium, à Miami Beach, Floride, États-Unis. 
Martha Vasconcellos, Miss Brésil, âgée de 20 ans, remporte le prix.

## Résultats
| Classement final  | Candidates |
| ----------------- | --- |
| Miss Univers 1968 | - Brésil - Martha Vasconcellos |
| 1re dauphine      | - Curaçao - Anne Marie Braafheid |
| 2e dauphine       | - Finlande - Leena Marketta Brusin |
| 3e dauphine       | - Venezuela - Peggy Kopp |
| 4e dauphine       | - États-Unis - Dorothy Anstett |
| Top 15            | - Canada - Nancy Wilson - Chili - Dánae Monserrat Salas Savadell - Angleterre - Jennifer Lowe Summers - France - Elizabeth Cadren - Grèce - Miranta Zafiropoulou - Israël - Miriam Fridman - Norvège - Tone Knaran - Suède - Anne Marie Hellqvist - Thaïlande - Apantree Prayuttasenee - Yougoslavie - Daliborka Stojsić |

## Prix spéciaux
| Prix                      | Candidates                               |
| ------------------------- | ---------------------------------------- |
| Miss Congénialité         | - Japon - Yasuyo Iino                    |
| Miss Photogénique         | - Yougoslavie - Daliborka Stojsić        |
| Meilleur costume national | - Colombie - Luz Elena Restrepo Gonzales |

## Candidates
| - Argentine - Maria Del Carmen Jordan Vidal - Aruba - Sandra Croes - Australie - Laureen Jones - Autriche - Brigitte Kruger - Bahamas - Brenda Fountain - Belgique - Sonja Doumen - Bermudes - Victoria Martin - Bolivie - Roxana Bowles Chavez - Bonaire - Ilse Maria De Jong - Brésil - Marta Maria Cordeiro Vasconcelos - Canada - Nancy Wilson - Ceylan - Sheila Jayatilleke - Chili - Danae Monserrat Sala Sarradell - Colombie - Luz Elena Restrepo Gonzalez - Congo-Kinshasa - Elizabeth Tavares - Costa Rica - Ana Maria Rivera - Curacao - Anne Marie Braafheid - Danemark - Gitte Broge - République dominicaine - Ana Maria Ortiz Perez - Équateur - Priscila Alava Gonzalez - Angleterre - Jennifer Lowe Summers - Finlande - Leena Marketta Brusiin - France - Elizabeth Cadren - Allemagne - Lilian Atterer - Grèce - Miranta Zafiropoulou - Guam - Arlene Vilma Chaco - Haïti - Claudie Paquin - Pays-Bas - Nathalie Heyl - Honduras - Nora Idalia Guillen - Hong Kong - Tammy Yung - Islande - Helen Knutsdottir - Inde - Anjum Mumtaz Barg - Irlande - Tiffany Scales | - Israël - Miriam Friedman - Italie - Cristina Businari - Jamaïque - Marjorie Bromfield - Japon - Yasuyo Iino - Korea - Kim Yoon-jung - Liban - Sonia Faris - Luxembourg - Lucienne Krier - Malaisie - Maznah Binte Mohammed Ali - Malte - Kathlene Farrugia - Mexique - Perla Olivia Aguirre Munoz - Nouvelle-Zélande - Christine Mary Antunovic - Nicaragua - Margine Davidson Morales - Norvège - Tone Knaran - États-Unis Okinawa - Sachie Kawamitsu - Pérou - Maria Esther Brambilla - Philippines - Sharina Rosello Zaragoza - Porto Rico - Marylene Carrasquillo - Écosse - Helen Davidson - Singapour - Yasmin Saif - Afrique du Sud - Monica Fairall - Espagne - Yolanda Legarreta Urquijo - Suède - Anne-Marie Hellqvist - Suisse - Jeannette Biffiger - Thaïlande - Apantree Prayuttasenee - Tunisie - Rekaia Dekhil - Turquie - Zumal Aktan - Uruguay - Graciela Minarrieta - États-Unis - Dorothy Catherine Anstett - Venezuela - Peggy Kopp Arenas - Îles Vierges des États-Unis - Sadie Sargeant - Pays de Galles - Judith Radford - Yougoslavie - Daliborka Stojsic |

## Note sur le classement des pays
- 2e victoire pour le Brésil grâce au sacre de Martha Vasconcellos, 5 ans après le sacre de Iêda Maria Vargas.
- Les États-Unis sont classés pour la 11e année consécutive et pour la 2e année consécutive dans le Top 5.
- La Finlande est classée pour la 7e année consécutive et pour la 4e année consécutive dans le Top 5.
- Israël et la Suède sont classés pour la 5e année consécutive.
- L'Angleterre est classée pour la 3e année consécutive.
- Le Brésil, la Grèce et le Venezuela sont classés pour la 2e année consécutive.
- Le retour de la Norvège et de la Thaïlande depuis leur dernier classement à l'élection de Miss Univers 1966.
- Le retour du Canada depuis son dernier classement à l'élection de Miss Univers 1965.
- Le retour de la France depuis son dernier classement à l'élection de Miss Univers 1964.
- Le retour du Chili depuis son dernier classement à l'élection de Miss Univers 1961.
- 1er classement pour Curaçao et pour la Yougoslavie.